# Armed and Dangerous: The Best of Big Noyd
Albums de Big Noyd
Episodes of a Hustla
(1996) Only the Strong
(2003)
Armed and Dangerous: The Best of Big Noyd est une compilation de Big Noyd, sortie le 26 août 2003.

## Liste des titres
| No  | Titre                                                | Durée |
| --- | ---------------------------------------------------- | ----- |
| 1.  | Recognize & Realize (featuring Prodigy)              | 2:51  |
| 2.  | Usual Suspect                                        | 4:02  |
| 3.  | Usual Suspect (Acapella)                             | 0:34  |
| 4.  | Give Up the Goods (featuring Mobb Deep)              | 3:52  |
| 5.  | Shoot 'Em Up (Bang Bang)                             | 2:50  |
| 6.  | Air It Out                                           | 3:24  |
| 7.  | Downfall                                             | 2:48  |
| 8.  | That's Me                                            | 3:14  |
| 9.  | Facts of Life                                        | 3:08  |
| 10. | Where Do We Go From Here (featuring Havoc et Chinky) | 4:04  |
| 11. | Don't Get Blam                                       | 2:16  |
| 12. | Noyd Gangsta                                         | 3:30  |
| 13. | Armed & Dangerous                                    | 3:11  |
| 14. | Episodes of The Hustler (featuring Havoc)            | 3:53  |
| 15. | Shit That He Said (featuring Havoc)                  | 3:18  |
| 16. | Grimy Way (featuring Prodigy)                        | 3:53  |
| 17. | Bump That (featuring 50 Cent et Mobb Deep)           | 3:34  |
| 18. | The Professional (featuring Mobb Deep)               | 3:38  |
| 19. | Hoodlum (featuring Mobb Deep et Rakim)               | 3:14  |
| 20. | Give It Up Fast (featuring Mobb Deep et Nas)         | 2:15  |
| 21. | Burn (featuring Mobb Deep)                           | 1:10  |
| 22. | Queens (featuring Infamous Mobb)                     | 1:08  |
| 23. | Listen Up                                            | 1:14  |
| 24. | Perfect Plot (featuring Mobb Deep)                   | 4:18  |
| 25. | The Saga (featuring Cormega)                         | 2:13  |
| 26. | Claim to Be (featuring Mobb Deep et Bars & Hooks)    | 2:17  |
| 27. | Double Shots (featuring Mobb Deep)                   | 1:09  |